# Wolof
Wolof är ett språk som talas i Senegal, Gambia och Mauretanien. Wolof-folket är ett folkslag i nämnda länder, som har språket wolof som modersmål. Wolof tillhör den atlantiska grenen av Niger-Kongospråken. 
Wolof är det mest spridda språket i Senegal, där det talas inte bara av medlemmar av woloffolket (ungefär 40 % av befolkningen) utan även av de flesta andra invånarna. Wolofdialekter kan variera mellan länder (Senegal och Gambia) och mellan landsbygd och städer. "Dakar-wolof" är till exempel en urban blandning av wolof, franska, arabiska och lite engelska som talas i Senegals huvudstad Dakar.  
Bokstavkoden i ISO 639-1 är wo och i ISO 639-2 wol.

## Geografisk utbredning
Omkring 40 % (ungefär 3,2 miljoner människor) av Senegals befolkning talar wolof som modersmål. Ytterligare 40 % av befolkningen talar wolof som andraspråk. I hela området från Dakar till Saint-Louis, samt väst och sydväst om Kaolack, talas wolof av den överväldigande majoriteten av befolkningen. När människor från olika etniska grupper möts i städer och byar talar de vanligen wolof. Språket talas därmed i nästan varje region- och departementshuvudstad i Senegal, oberoende av geografiskt läge eller etnisk sammansättning. Officiellt språk i Senegal är dock franska. 
I Gambia talar omkring 15 % (ungefär 2006 000 personer) av befolkningen wolof som modersmål, men wolof har ett oproportionerligt inflytande på grund av dess spridning i huvudstaden Banjul, där 50 % av befolkningen talar det som modersmål. I Gambias största stad Serrekunda tillhör endast ett fåtal människor wolof-folket, men omkring 90 % av befolkningen talar eller förstår wolof. I stigande utsträckning växer ungdomar upp med föräldrar från olika etniska grupper och med wolof som modersmål. Wolof ökar i inflytande i Gambia i allmänhet, delvis på grund av att det förknippas med den populära musikstilen mbalax och med senegalesisk populärkultur. Gambias officiella språk är dock engelska. 
I Mauretanien talar omkring 7 % (ungefär 185 000 människor) wolof. Där används språket endast i de sydliga kustområdena. Mauretaniens officiella språk är arabiska och franska används som lingua franca.

## Ortografi och uttal
Det finns ingen officiellt standardiserad ortografi för wolof, men språkinstitutet "Centre de linguistique appliquée de Dakar" (CLAD) är allmänt erkänt som en auktoritet vad gäller stavningsregler för wolof. Wolof skrivs med latinska alfabetet. 
Accenttecken används för att skilja öppna från slutna vokaler. Långa vokaler dubbeltecknas, exempelvis "oo" för långt å-ljud. Om den långa vokalen är sluten sätts accenttecknet vanligen endast över den första bokstaven, till exempel "óo", men vissa källor avviker från CLAD:s standard och sätter accenttecknet över båda bokstäverna, till exempel "óó".
Den mycket vanliga wolofbokstaven "ë" uttalas [ə], om den inte är betonad.